# David Brooks
Pour les articles homonymes, voir David Brooks (homonymie) et Brooks.
David Brooks (né le 11 août 1961 à Toronto) est un journaliste américain du New York Times.

## Biographie
David Brooks grandit à New York à Stuyvesant Town. Il est diplômé de l'université de Chicago en 1983 avec une licence en histoire.  Il commence sa carrière comme reporter au Wall Street Journal, et comme éditorialiste au journal néoconservateur The Weekly Standard.

## Performances et prises de position
On lui doit le terme bobo, contraction de bourgeois-bohème, traduction de l'anglais bourgeois bohemian, qu'il emploie dans le livre intitulé Bobos in Paradise ; l'auteur regroupe sous ce terme l'évolution et la transformation des yuppies des années 1980.
L'appréciation de ses interventions en 2003 pour l'intervention américaine en Irak, est controversée, parfois féroce : « Un intellectuel public très sollicité par les télévisions et qui signe des tribunes dans la plupart des journaux influents du monde anglophone ; et il ne sait rien. » (Tony Judt, Penser le XXe siècle, p. 404)
Il justifie en 2018 l'agressivité de l'administration Trump à l'égard de l'Iran :« Ils sont [l’Iran] la nation la plus génocidaire de la Terre, ils exportent violence et terreur dans le monde entier. Trump est donc fondé à leur résister. Peut-être comprend-il mieux les gens de cette espèce que des personnes au brillant parcours scolaire ». Cependant critiquant l'attitude de Trump incapable de reconnaitre sa défaite électorale en 2021, il déplore la cohésion nationale perdue et l'absence de confiance dans les institutions.

## Publications

### Originales en anglais
- Bobos in Paradise: The New Upper Class and How They Got There (2000)  (ISBN 0-684-85377-9)
- On Paradise Drive: How We Live Now (And Always Have) in the Future Tense (2004)  (ISBN 0-7432-2738-7)
- The Social Animal: The Hidden Sources of Love, Character, and Achievement (2011)  (ISBN 978-1-4000-6760-2)
- The Road to Character (Random House, 2015)  (ISBN 978-0-8129-9325-7)

### Traductions en français
- Les Bobos [« Bobos in Paradise: The New Upper Class and How They Got There »], 2000, 460 p. (ISBN 978-2-84588-018-4)
- L'Animal social : les ressorts cachés de l'amour, du bonheur et de la réussite [« The Social Animal: The Hidden Sources of Love, Character, and Achievement »]  (trad. de l'anglais), Paris, Presses de la Cité, 2012, 456 p. (ISBN 978-2-258-09237-2)